# Генріх Штігель
Генріх Штігель (нім. Heinrich Stiegel; 7 лютого 1891, Вільгельмсгафен — 10 квітня 1964, Берлін) — німецький офіцер, віцеадмірал-інженер крігсмаріне (1 квітня 1942). Кавалер Німецького хреста в сріблі.

## Біографія
1 жовтня 1910 року вступив військовим інженером у кайзерліхмаріне. Учасник Першої світової війни. Після демобілізації армії залишений в рейхсмаріне. З 10 лютого 1937 по 10 грудня 1939 року — інженер флоту. З 3 січня 1940 року — начальник групи корабельних операцій, з 1 листопада 1944 року — групи будівництва кораблів і верфей конструкторського відділу ОКМ. 5 січня 1945 року переданий в розпорядження головнокомандувача флотом і начальника групи будівництва кораблів і верфей. 31 березня звільнений у відставку, проте наступного дня переданий в розпорядження крігсмаріне і призначений у відділ військової науки ОКМ. 31 квітня остаточно звільнений у відставку.

## Нагороди
- Залізний хрест
  - 2-го класу (13 жовтня 1915)
  - 1-го класу (19 травня 1924)
- Почесний хрест ветерана війни з мечами (2 січня 1935)
- Медаль «За вислугу років у Вермахті» 4-го, 3-го, 2-го і 1-го класу (25 років; 2 жовтня 1936) — отримав 4 нагороди одночасно.
- Застібка до Залізного хреста
  - 2-го класу (14 жовтня 1939)
  - 1-го класу (16 грудня 1939)
- Медаль «У пам'ять 1 жовтня 1938» (20 грудня 1939)
- Хрест Воєнних заслуг
  - 2-го класу з мечами (1 вересня 1944)
  - 1-го класу з мечами (27 жовтня 1944)
- Німецький хрест в сріблі (22 січня 1945)